# Liste de films sénégalais
Voici une liste de films sénégalais classés dans l'ordre chronologique, puis alphabétique à l'intérieur de chaque année.
Elle inclut documentaires et films de fiction, également longs et courts (CM) métrages. Les coproductions éventuelles sont signalées par le drapeau du ou des pays impliqués.

## Films

### Années 1950
- 1954 : C’était il y a quatre ans - CM, Paulin Soumanou Vieyra
- 1955 : Afrique-sur-Seine - CM, Paulin Soumanou Vieyra, Jacques Mélo Kane, Mamadou Sarr et Robert Caristan
- 1957 : L’Afrique à Moscou - CM, Paulin Soumanou Vieyra
- 1958 : Le Niger aujourd’hui - CM, Paulin Soumanou Vieyra
- 1959 : Avec les Africaines à Vienne - CM, Paulin Soumanou Vieyra
- 1959 : "Présence Africaine" à Rome - CM, Paulin Soumanou Vieyra
- 1959 : Les présidents Senghor et Modibo Keita - CM, Paulin Soumanou Vieyra

### Années 1960
- 1960 : Indépendance du Cameroun, Togo, Congo, Madagascar - CM, Paulin Soumanou Vieyra
- 1961 : Une nation est née - CM, Paulin Soumanou Vieyra
- 1962 : Grand Magal à Touba - CM, Blaise Senghor
- 1962 : Liberté I - Yves Ciampi -  France
- 1963 : Borom sarret (Le charretier) - CM, Ousmane Sembène
- 1963 : L’Empire songhai - CM, Ousmane Sembène
- 1963 : Lamb - CM, Paulin Soumanou Vieyra
- 1963 : Sarzan - Momar Thiam
- 1963 : Voyage du président Senghor en Italie - CM, Paulin Soumanou Vieyra
- 1963 : Voyage présidentiel en URSS - CM, Paulin Soumanou Vieyra
- 1964 : Avec l’ensemble national - CM, Paulin Soumanou Vieyra
- 1964 : Écrit du Caire - CM, Paulin Soumanou Vieyra
- 1964 : Niaye - CM, Ousmane Sembène
- 1964 : Sindiely - CM, Paulin Soumanou Vieyra
- 1964 : Voyage du président Senghor au Brésil - CM, Paulin Soumanou Vieyra
- 1965 : Badou Boy (1re version) - Djibril Diop Mambéty
- 1965 : Diabel le pêcheur - Momar Thiam
- 1965 : Et la neige n'était plus... - Ababacar Samb Makharam
- 1965 : N'Diongane - CM, Paulin Soumanou Vieyra
- 1966 : Mol - CM, Paulin Soumanou Vieyra
- 1966 : La Noire de... - Ousmane Sembène
- 1966 : Le Sénégal au festival national des arts nègres - CM, Paulin Soumanou Vieyra
- 1967 : Au marché - CM, Paulin Soumanou Vieyra
- 1967 : La Bicyclette - CM, Paulin Soumanou Vieyra
- 1967 : Le Gâteau - CM, Paulin Soumanou Vieyra
- 1967 : Rendez-vous - CM, Paulin Soumanou Vieyra
- 1968 : Contras' City - Djibril Diop Mambéty
- 1968 : La Lutte casamançaise - Momar Thiam
- 1968 : Mandabi (Le Mandat) - Ousmane Sembène
- 1969 : Badou Boy - Djibril Diop Mambéty
- 1969 : Les Dérives du chômage - Ousmane Sembène
- 1969 : Diankha-bi - Mahama Johnson Traoré
- 1969 : L’Enfer des innocents - Mahama Johnson Traoré
- 1969 : La Malle de Mala Kouli - Momar Thiam
- 1969 : Problème de l’emploi - Ousmane Sembène
- 1969 : Simb - Momar Thiam
- 1969 : Traumatisme de la femme face à la polygamie - Ousmane Sembène

### Années 1970
- 1970 : Diegue-bi[1] - Mahama Johnson Traoré
- 1970 : Guero - village de Djibril N'Diaye[2] - Thierno Faty Sow
- 1970 : Taw[3] - Ousmane Sembène
- 1971 : Emitaï - Ousmane Sembène
- 1971 : Karim - Momar Thiam
- 1971 : Kodou - Ababacar Samb Makharam
- 1971 : L’Étudiant africain face aux mutations - Mahama Johnson Traoré
- 1971 : L’Exode rural - Mahama Johnson Traoré
- 1971 : Serigne Assane (Pour ceux qui savent) - Tidiane Aw
- 1972 : L’Afrique aux Olympiades (Basket africain aux Jeux olympiques de Munich) - Ousmane Sembène
- 1972 : La Passante[4] - Safi Faye
- 1972 : Lambaye - Mahama Johnson Traoré
- 1972 : Reou-Takh - Mahama Johnson Traoré
- 1973 : Cinq jours d'une vie - Souleymane Cissé -  Mali
- 1973 : Touki Bouki - Djibril Diop Mambéty
- 1974 : Baks (Cannabis) - Momar Thiam
- 1974 : Le Bracelet de bronze - Tidiane Aw
- 1974 : Diarama - CM, Paulin Soumanou Vieyra
- 1974 : Écrit de Dakar - CM, Paulin Soumanou Vieyra
- 1974 : Garga M’Bossé - Mahama Johnson Traoré
- 1974 : L’Art plastique - Paulin Soumanou Vieyra
- 1974 : N’diangane - Mahama Johnson Traoré
- 1974 : L’Option (Mon beau pays) - Thierno Faty Sow
- 1975 : Frontline - Brigitte Criton - Buana Kabue et René Vautier
- 1975 : Kaddu beykat (Lettre paysanne) - Safi Faye
- 1975 : Njangaan - Mahama Johnson Traoré
- 1975 : Les Princes noirs de Saint-Germain des Prés - Ben Diogaye Beye
- 1975 : Taggoo - Amadou Fall
- 1975 : Xala - Ousmane Sembène
- 1976 : La Confrérie des Mourides Samba Félix Ndiaye
- 1976 : L’Habitat rural au Sénégal - CM, Paulin Soumanou Vieyra
- 1976 : L’Habitat urbain au Sénégal - CM, Paulin Soumanou Vieyra
- 1977 : Ceddo - Ousmane Sembène
- 1978 : Geti tey (La pêche aujourd’hui) - Samba Félix Ndiaye
- 1978 : Tiyabu Biru (La Circoncision) - Moussa Bathily
- 1979 : Bako, l'autre rive - Jacques Champreux -  France
- 1979 : Doomi Ngacc (L'enfant de Ngatch) - Ousmane William Mbaye
- 1979 : Fad’Jal (Grand-père raconte) - Safi Faye
- 1979 : Goob Na Un (La récolte est finie) - Safi Faye
- 1979 : Rewo Daande Maayo (L’Autre côte du fleuve) - N'Gaido Ba
- 1979 : Trois ans et cinq mois - Safi Faye

### Années 1980
- 1980 : As woman see it? - Safi Faye
- 1980 : L'Envers du décor - CM, Paulin Soumanou Vieyra
- 1980 : Les Parcelles Assainies - Assane Diagne
- 1980 : Man sa yaye (Moi, ta mère) - Safi Faye
- 1980 : Sarax si - Mahama Johnson Traoré
- 1980 : Seye Seyeti (Un homme, des femmes) - Ben Diogaye Beye
- 1981 : Les âmes au soleil - Safi Faye
- 1981 : Birago Diop - CM, Paulin Soumanou Vieyra
- 1981 : Duunde Yakaar (Pain sec)- Ousmane William Mbaye
- 1981 : Le Certificat - Tidiane Aw
- 1981 : Le Certificat d'indigence - Moussa Bathily
- 1981 : En résidence surveillée - Paulin Soumanou Vieyra
- 1981 : Les oiseaux - CM, Paulin Soumanou Vieyra
- 1981 : L'Œil - Thierno Faty Sow
- 1982 : Iba N’diaye - CM, Paulin Soumanou Vieyra
- 1982 : Jom (ou L'Histoire d'un peuple) - Ababacar Samb Makharam
- 1982 : La médecine traditionnelle - Mahama Johnson Traoré
- 1982 : Sa Dagga - Momar Thiam
- 1982 : Selbé et tant d’autres - Safi Faye
- 1982 : Xarek Maral - Amadou Thior
- 1983 : Bouki cultivateur - Momar Thiam
- 1983 : Sarax-si - Mahama Johnson Traoré
- 1984 : Ambassades nourricières - Safi Faye
- 1984 : Xew Xew (Que la fête commence !) - N'Gaido Ba
- 1985 : Elsei Haas, femme peintre et cinéaste d’Haïti - Safi Faye
- 1985 : Racines noires - Safi Faye
- 1986 : N'Diguel et Touba - Maguette Diop
- 1987 : Camp de Thiaroye - Ousmane Sembène et Thierno Faty Sow
- 1987 : Le Maître de cérémonie - Babacar Said Diagne
- 1987 : Petits blancs au manioc et à la sauce gombos - Moussa Bathily
- 1988 : Nitt…Ndoxx ! (Les Faiseurs de pluie) - Joseph Gaï Ramaka
- 1988 : Niiwam - Clarence Thomas Delgado
- 1988 : Le Prix du mensonge - Moussa Sène Absa
- 1988 : Saaraba - Amadou Saalum Seck
- 1989 : Aqua - Samba Félix Ndiaye
- 1989 : Boulevards d'Afrique - Tam-Sir Doueb et Jean Rouch -  France
- 1989 : Les Chutes de Ngalam - Samba Félix Ndiaye
- 1989 : Dakar Clando - Ousmane William Mbaye
- 1989 : Diplomates à la tomate - Samba Félix Ndiaye
- 1989 : Le Grotto - Sou Jacob -  Burkina Faso
- 1989 : Les Malles -  Samba Félix Ndiaye
- 1989 : Parlons Grand-Mère - Djibril Diop Mambéty
- 1989 : Tesito - Safi Faye
- 1989 : Teug. Chaudronnerie d’art - Samba Félix Ndiaye

### Années 1990
- 1990 : Fary l'ânesse - CM, Mansour Sora Wade
- 1991 : Entre nos mains - Moussa Sène Absa
- 1991 : Ken Bugul (La République des enfants) - Moussa Sène Absa
- 1991 : Set Setal - Moussa Sène Absa
- 1991 : Toubab Bi - Moussa Touré
- 1991 : Boxumaleen - Amet Diallo
- 1992 : Bandit Cinéma - Bouna Medoune Seye
- 1992 : Dakar-Bamako - Samba Félix Ndiaye
- 1992 : Dial Diali - Ousmane William Mbaye
- 1992 : Fann océan - Mahama Johnson Traoré
- 1992 : Fresque - Ousmane William Mbaye
- 1992 : Guelwaar - Ousmane Sembène
- 1992 : Hyènes - Djibril Diop Mambéty
- 1992 : Jaaraama - Moussa Sène Absa
- 1992 : Molaan - Moussa Sène Absa
- 1992 : Picc Mi -  CM, Mansour Sora Wade
- 1993 : Ça twiste à Popenguine - Moussa Sène Absa
- 1993 : Mourtala Diop Voyageur de l'art - Laurence Attali
- 1993 : Offrande à Mame Njare - Moussa Sène Absa
- 1994 : Exchange cross road - Amadou Thior
- 1994 : Saï Saï By[5] - Bouna Medoune Seye
- 1994 : Le Franc - Djibril Diop Mambéty
- 1994 : Ngor, l’esprit des lieux - Samba Félix Ndiaye
- 1994 : Sénégalais Sénégalaise - Laurence Attali
- 1994 : Le Symbole - Ahmadou Diallo
- 1994 : Yalla Yaana - Moussa Sène Absa
- 1994 : You - Africa! - Ndiouga Moctar Ba
- 1995 : Le Voyage de Baba - Christine Eymeric -  France
- 1995 : Mariage précoce - Amadou Thior
- 1995 : Regarde Amet - Laurence Attali
- 1995 : Taïba dans son environnement - Assane Diagne
- 1996 : Mossane - Safi Faye
- 1996 : Mousso - Cheikh Ndiaye
- 1996 : Nef - Assane Diagne
- 1996 : Tableau Ferraille - Moussa Sène Absa
- 1997 : Abraham et les petits métiers - Ahmed Diop
- 1997 : Ainsi soit-il - Joseph Gaï Ramaka
- 1997 : Coumba - Assane Diagne
- 1997 : Kiné - Assane Diagne
- 1997 : Le 11e commandement - Mama Keïta
- 1997 : TGV - Moussa Touré -  France
- 1998 : Halte à la pauvreté - Assane Diagne
- 1998 : Zone Rap 52 - Bouna Medoune Seye
- 1998 : La Baraka des marchands mourides - Jean-Paul Colleyn et Victoria Ebin
- 1998 : Jëf-Jël - Moussa Sène Absa
- 1999 : Blues pour une diva - Moussa Sène Absa -  France
- 1999 : La Petite Vendeuse de soleil - CM, Djibril Diop Mambéty
- 1999 : Faat Kiné - Ousmane Sembène
- 1999 : Blues pour une diva - Moussa Sène Absa
- 1999 : Les Petits Apprentis - Assane Diagne
- 1999 : Wallu (Au secours !) - Le travail des enfants -  Thioro Samb
- 1999 : Le Monde de l'irréel - Lansanna Djigaly et Élimane Dieng
- 1999 : Dipri la puissance du séké - Cheikh Ndiaye
- 1999 : Même le vent... - Laurence Attali
- 1999 : Moustapha Dimé - Laurence Attali
- 1999 : Les Pileuses de la Médina - El Hadji Samba Sarr
- 1999 : Les Pilules du mal - Malick Sy
- 1999 : Ken Bugul - Seynabou Sarr
- 1999 : Kine - A. Mdiagne
- 1999 : Les Infortunés - Hubert Laba Ndao
- 1999 : Samkat (Le dernier berger de Saint-Louis) - Oumar Ndiaye et le Club des Jeunes de Saint Louis
- 1999 : Khandalou, le club navétane - Thioro Samb
- 1999 : Ndono (Sida et lévirat) - Mamadou Thioune
- 1999 : Ganaaw kër -  Alassane Diagne
- 1999 : Reer -  Coumba Diagne
- 1999 : La Baie poubelle - Marième Aimée Diouf et Fabacary Assymby Coly
- 1999 : Tourbillons - CM, Alain Gomis -  France

### Années 2000
- 2000 : Almodou - Amadou Thior
- 2000 : Baobab - Laurence Attali -  France
- 2000 : Bàttu -  Cheick Oumar Sissoko
- 2000 : Mambéty - Papa Madièye Mbaye
- 2001 : Bët gaal - Abdoul Aziz Cissé
- 2000 : Sénégal salsa - Moustapha Ndoye -  France
- 2001 : L’Afrance - Alain Gomis -  France
- 2001 : Ainsi meurent les anges - Moussa Sène Absa
- 2001 : Kankourang - Malick Sy
- 2001 : Little Senegal -  Rachid Bouchareb -  France -  Allemagne -  Algérie
- 2001 : Poussière de villes - Moussa Touré
- 2001 : Mariage et ménage - Fabintou Diop
- 2001 : Nataal - Samba Félix Ndiaye
- 2001 : Hip Hop Sénégal - Jean-Jacques Lion -  France
- 2001 : Karmen Geï - Joseph Gaï Ramaka
- 2002 : Combat pour la mer - Moustapha Ndoye
- 2002 : Jour de grâce - Mamadou Tintin Sène
- 2002 : Kinkeliba et biscuits de mer - Alhamdou Sy
- 2002 : Lettre à Senghor - Samba Félix Ndiaye
- 2002 : Libre - Jean-Pierre Sauné -  France
- 2002 : Ndeysaan (Le Prix du pardon) - Mansour Sora Wade
- 2002 : Myaé - Cheikh Ndiaye
- 2002 : Mayelle - Amadou Thior
- 2002 : Xalima la plume - Ousmane William Mbaye
- 2003 : Ombres et lumière - Abdoul Aziz Cissé
- 2003 : Aligato - Maka Sidibé
- 2003 : Les Charrettes Soboa -  Assane Diagne
- 2003 : Le Déchaussé - Laurence Attali -  France
- 2003 : Le Fleuve - Mama Keïta
- 2003 : Hamady, l'enfant sacrifié - Baye Kebson Kébé
- 2003 : Petite Lumière - CM, Alain Gomis -  France
- 2003 : Tchaïn, thé, trois normaux - Abdoulaye Cissé
- 2003 : Traces, empreintes de femmes - Katy Léna N'diaye
- 2004 : Alphanet - Abdoul Aziz Cissé
- 2004 : 5 x 5 - Moussa Touré
- 2004 : Alhamdoulilah! - Janica Draisma -  Pays-Bas
- 2004 : La Boîte à souvenirs - Ousseïnou Gueye
- 2004 : Des larmes aux sourires - Maïmouna Gueye
- 2004 : La Dictée - Meiji U Tum'si -  France
- 2004 : Djaay Diap - Ismaïla Thiam
- 2004 : Fi Sabililahi - Aïcha Thiam
- 2004 : La Grande Dame de la mode africaine - Susan Chales de Beaulieu et Claudia Deja
- 2004 : Madame Brouette - Moussa Sène Absa
- 2004 : Mbarane - Assane Diagne
- 2004 : Nous sommes nombreuses (Toza é bélé) - Moussa Touré
- 2004 : Le Maître de la parole. El Hadj Ndiaga Mbaye, la mémoire du Sénégal - Laurence Gavron -  France
- 2004 : Pourquoi ? - Sokhna Amar
- 2004 : Sénégal Salsa - Moustapha Ndoye
- 2004 : Le Sifflet - As Thiam
- 2004 : Silence… on ne tourne plus ! - Amy Collé Diop
- 2004 : Sum-sum saba - Adams Sie
- 2004 : Un amour d'enfant - Ben Diogaye Bèye
- 2004 : Un monde à part - Ramatoulaye Fall
- 2004 : Vieux Samba - Serigne Mbodj
- 2004 : Yandé - Thomas Mbane et Ndoukine Diouf
- 2005 : Afrique, la parole essentielle - Ibrahima "Vieux" Sarr
- 2005 : L'Appel des arènes - Cheikh Ndiaye
- 2005 : Bul Déconné ! - Massaër Dieng et Marc Picavez
- 2005 : Les Cités coloniales en Afrique. Sénégal : Gorée
- 2005 : Les Cités coloniales en Afrique. Sénégal : Saint Louis
- 2005 : Détectives Dioug’s et Taph - Fabacary Assymby Coly
- 2005 : Et si Latif avait raison ! - Joseph Gaï Ramaka
- 2005 : Fer et verre - Ousmane William Mbaye
- 2005 : Gabil, le pagne magique - Aïcha Thiam
- 2005 : Hôtel de rêves - Helle Toft Jensen -  Danemark
- 2005 : La Lumière du cœur - Maryam S. Fall
- 2005 : Malaanu Sutura, le voile du secret - Mame Codou Dieng
- 2005 : Moolaadé - Ousmane Sembène
- 2005 : Mon beau sourire - Angèle Diabang Brener
- 2005 : Nawaari - Moussa Touré
- 2005 : Rebeus, un ghetto au cœur de la capitale - Matar Badiane
- 2005 : Saudade à Dakar - Laurence Gavron
- 2005 : Une fenêtre ouverte - Khady Sylla
- 2005 : Derrière le silence - Mariama Sylla
- 2005 : United Nations of Hip Hop - Christina Choe
- 2006 : Ahmed - Alain Gomis
- 2006 : Amma, les aveugles de Dakar - Sellou Diallo
- 2006 : Billo il grand dakhaar - Laura Muscardin -  Italie
- 2006 : Colobane Express -  Khady Sylla
- 2006 : Destins croisés - Maïmouna Gueye
- 2006 : Deweneti (Ousmane) - Dyana Gaye
- 2006 : Doomu Adama ou Seuls ceux qui savent iront du paradis - Alhamdou Sy
- 2006 : Les Feux de Mansaré -  Mansour Sora Wade
- 2006 : Nosaltres - Moussa Touré
- 2006 : Hors Série - Mariama Sylla
- 2006 : Songe au rêve - Nadine Otsobogo Boucher
- 2006 : Surtout, souriez ! - Fatou Jupiter Touré
- 2006 : Oumy & moi - Adams Sie
- 2006 : Papa... - Aïcha Thiam
- 2006 : Yacine - Moussa Seydi
- 2007 : Djikoroni, visite guidée - Abdoul Aziz Cissé
- 2007 : La brèche - Abdoul Aziz Cissé
- 2007 : Aminata rencontre Aminata - Jean Jacques Lion -  France
- 2007 : Barça ou Barzakh (Barcelone ou la Mort) – Idrissa Guiro
- 2007 : Dago - Fabacary Assymby Coly, Serigne Mbodj et Djibril Saliou Ndiaye
- 2007 : L’Homme est le remède de l’homme - Angèle Diabang Brener, Ousseynou Ndiaye et El Hadji Mamadou « Leuz » Niang
- 2007 : Sénégalaises et Islam - Angèle Diabang Brener
- 2007 : Le Serviteur privilégié du Prophète - Moussa Dieng (Kala)
- 2007 : Téranga Blues - Moussa Sène Absa
- 2007 : Teuss Teuss - Hubert Laba Ndao
- 2007 : En attendant les hommes, Katy Léna N'diaye
- 2008 : Dakar DK 1739 - Massaër Dieng
- 2008 : Pulaaku band - Abdoul Aziz Cissé
- 2008 : Problématiques littéraires - Abdoul Aziz Cissé et Arfang Sarr-Crao
- 2009 : Regards croisés - Abdoul Aziz Cissé, Marie Louise Sarr et Delphe Kifouani

### Années 2010
- 2010 : Dakar Bel-Air - David Bouchet
- 2010 : Renaissance, Abdoul Aziz Cissé & Amadou Moctar Bèye
- 2010 : Les Larmes de l'émigration - Alassane Diago (film documentaire)
- 2010 : Amina la jeunes lycéenne - Mbaye Maniang Diagne (1er prix VBG)
- 2010 : Nuit Blanche - Mbaye Maniang Diagne
- 2011 : Rêve brisé - Mbaye Maniang Diagne (drame)
- 2012 : Geuti Goudi - Amath Ndiaye
- 2012 : Aaru Mbedd : the walls of Dakar, Abdoul Aziz Cissé et Wagane Guèye
- 2012 : Le Rêve Brisé - Mbaye Maniang Diagne
- 2012 : La Pirogue - Moussa Touré -  France
- 2013 : Aujourd'hui - Alain Gomis -  France
- 2014 : Casa di mansa 32 ans de conflit - Christian Thiam[6]
- 2016 :  Indulgence - Mbaye Maniang Diagne (drame)
- 2016 : Le règne d'Assiétou - Assane Diagne
- 2017 : Maty - Amath Ndiaye
- 2017 : Félicité -  Alain Gomis -  France
- 2017 : La profanation - Mbaye Maniang Diagne (drame)
- 2018 : On a le temps pour nous, Katy Léna N'diaye
- 2019 : Atlantique - Mati Diop -   France,  Belgique [7]
- 2019 : Ganja - Amath Ndiaye
- 2019 : Une histoire du franc CFA, Katy Léna N'diaye

### Années 2020
- 2021 : Mami Wata - Christian Thiam[8]
- 2021 : Saloum - Jean-Luc Herbulot -   France,  Etats Unis [9]
- 2022 : 20 ans après - Moussa Touré[10]
- 2022 : Le Voyage de Talia - Christophe Rolin -  Belgique,  Luxembourg[11]
- 2022 : Xalé, les Blessures de l'enfance - Moussa Sène Absa [12]
- 2023 : Banel et Adama - Ramata-Toulaye Sy -   France,  Mali [13]
- 2023 : Doxandéem, les chasseurs de rêve - Saliou Sarr [14]
- 2023 : Le mouton de Sada[15] - Pape Bounama Lopy[16]
- 2023 : Jigeen Ni, la voie des femmes - Adrien Cotonat -   France [17]
- 2024 : Dahomey - Mati Diop -  Bénin,  France [18]
- 2024 : Demba - Mamadou Dia -  Qatar, Allemagne[19]
- 2025 : Ne reveillez pas l'enfant qui dort[20] - Kevin Aubert
- 2025 : Une si longue lettre[21] - Angèle Diabang Brener